# Haikyū!!
Haikyū!! (ハイキュー!!) est un manga écrit et dessiné par Haruichi Furudate. Il est prépublié de février 2012 à juillet 2020 dans le magazine Weekly Shōnen Jump de l'éditeur Shūeisha, et est compilé en un total de quarante-cinq tomes. La version française est éditée en intégralité par Kazé entre janvier 2014 et juin 2022.
Une adaptation en série télévisée d'animation produite par le studio Production I.G est diffusée entre avril et septembre 2014, suivi d'une deuxième saison entre octobre 2015 et mars 2016, d'une troisième saison entre octobre et décembre 2016 et d'une quatrième saison entre janvier et décembre 2020. Enfin, deux films d'animation, dont le premier est sorti en février 2024, concluent la série. Dans les pays francophones, la série est diffusée en simulcast par Wakanim. L'anime est diffusé en simultané avec le Japon sur J-One puis rediffusé depuis le 22 août 2016 sur la chaîne Game One.

## Synopsis
Shōyō Hinata, jeune élève au collège Yukigaoka, trouve un intérêt soudain au volley-ball après avoir vu un match de tournoi national inter-lycée à la télévision. Malgré sa petite taille, il est déterminé à suivre le même chemin que son joueur modèle du championnat national, surnommé le « petit géant ». Il crée alors un club de volley-ball afin de commencer son entraînement, et il arrive à réunir cinq autres joueurs lors de sa dernière année au collège. Son équipe participe alors à un tournoi mais se fait éliminer dès le premier tour par l'équipe de Tobio Kageyama du collège Kitagawa Daiichi. Malgré cette défaite, Shōyō continue de s'entraîner tous les jours, ayant promis à Tobio Kageyama qu'un jour, il le surpasserait. Plus tard, il s'inscrit au lycée Karasuno, là où a évolué le « petit géant », mais découvre que son rival s'y trouve aussi. Les deux garçons devront apprendre à travailler en équipe s'ils veulent faire parvenir leur équipe jusqu'au sommet...

## Personnages

### Lycée Karasuno
Shōyō Hinata (日向 翔陽, Hinata Shōyō) : no 10
Shōyō Hinata est un étudiant en seconde du lycée Karasuno. Il est bloqueur-central, porte le numéro 10, et a pour idole l'ancien champion de Karasuno, le "Petit Géant". De nature enjouée, c'est une pile électrique qui est capable de jouer plusieurs matchs d'affilée et de s'entraîner sans relâche. Malgré sa petite taille, 1,64 m, et son manque de véritables entraînements lors de ses années de collège, il est un joueur parfaitement adapté au volley, qui comble ses lacunes avec d'excellentes capacité physiques, en particulier son incroyable détente.
Tobio Kageyama (影山 飛雄, Kageyama Tobio) : no 9
Tobio Kageyama est un joueur très compétent, portant le titre de prodige pour ses passes parfaites. Son numéro de maillot est le 9, il joue au poste de passeur. Il possède un service smashé redoutable, et des capacités de passeur hors du commun. Il était scolarisé au collège Kitagawa Daiichi et était membre du club de volley-ball. Il portait le numéro 2 et jouait au poste de passeur. On le surnommait ''le roi du terrain'' pour son attitude arrogante et son incapacité à coopérer. Après sa rencontre avec le reste de l'équipe de Karasuno, il change progressivement et devient un joueur à l'écoute des autres, capable d'adapter ses passes en fonction de l'attaquant.
Daichi Sawamura (澤村 大地, Sawamura Daichi) : no 1
Daichi Sawamura est le capitaine de l'équipe de Karasuno, il porte le numéro 1. Il joue au poste d'ailier et est considéré comme un "spécialiste de la défense", étant exceptionnellement doué en réceptions. C'est le pilier mental de l'équipe et la "fondation" qui permet aux autres joueurs de rester unis et cohérents, il sait prendre de bonnes décisions et remplit à merveille son rôle de capitaine. Il est terrifiant lorsqu'il est en colère, mais toujours juste.
Kōshi Sugawara (菅原 孝支, Sugawara Kōshi) : no 2
Kōshi Sugawara est le passeur de terminale de l'équipe. Il porte le numéro 2, et est vice-capitaine. Il est de nature souriante et amicale avec tout le monde, il se soucie beaucoup des autres et des meilleurs choix possibles pour l'équipe, laissant même Tobio Kageyama être passeur titulaire malgré son plus jeune âge sans problème. Même s'il parait très calme, il est en réalité plein d'énergie, et est sûrement le joueur qui encourage le plus fort ses coéquipiers depuis le banc.
Asahi Azumane (東峰 旭, Azumane Asahi) : no 3
Asahi Azumane évolue au poste d'ailier et de pointu/as de l'équipe de Karasuno, en tant que numéro 3. Il est en terminale, bien qu'il paraisse plus vieux. Plusieurs personnes, que soit dans son lycée ou lors de déplacements pour disputer des matchs de volley, ont peur de lui en raison de son look de "racaille" (cheveux longs, barbichette), malgré son caractère totalement opposé : quelqu'un d'angoissé, qui a peu de confiance en lui et qui doute beaucoup de ses capacités lorsqu'il fait face à une grosse difficulté.
Ryūnosuke Tanaka (田中 龍之介, Tanaka Ryūnosuke) : no 5
Ryūnosuke Tanaka est un ailier de première, le numéro 5. Avec son crâne rasé et son attitude intimidante, il tente souvent de faire peur à ses concurrents, qui peuvent le percevoir comme un délinquant. Bruyant et emporté, il soutient pourtant ses camarades dans les moments durs et est très fier d'être l'aîné des secondes. C'est un attaquant très doué, futur pointu de l'équipe, capable de smasher selon des angles très serrés. Depuis le jour où il a vu la manageuse de terminale de l'équipe, Kiyoko Shimizu, il est fou amoureux d'elle, et le nombre incalculable de râteaux qu'il se prend ne le décourage pas le moins du monde. Avec Yū Nishinoya, ils forment la garde rapprochée de leur manageuse.
Yū Nishinoya (西谷 夕, Nishinoya Yū) : no 4
Yū Nishinoya, en première, joue au poste de libéro. C'est le plus petit joueur de l'équipe, mesurant 1,59 m au début de son année de première. Il n'en reste pas moins très doué : il a autrefois été nommé meilleur libéro lors du tournoi inter-collèges de volley-ball. Tout aussi énergétique que joyeux et positif, il lui arrive cependant parfois de franchement s'énerver, mais c'est un soutien irremplaçable pour l'équipe, de par ses incroyables capacités et son mental. Bien qu'ayant initialement de la difficulté en touches hautes, il améliore cette capacité grâce au camp d'entraînement estival à Tokyo et à Hisashi Kinoshita, un autre joueur de première.
Chikara Ennoshita (縁下 力, Ennoshita Chikara) : no 6
Chikara Ennoshita, le numéro 6, est un ailier en première. Même si ses compétences en volleyball ne sont pas extraordinaires, il n'abandonne jamais, car il est hanté par ce qu'il s'est passé lors de son année de seconde (il a abandonné temporairement l'équipe car les entraînements étaient trop éprouvants). Il possède un caractère calme et réservé, mais est capable de tempérer les membres les plus agités de l'équipe, tout comme Daichi Sawamura. Son empathie lui permet d'être une présence stabilisante pour ses camarades. Il est dit qu'il ferait un excellent capitaine une fois que les terminales auront gradué.
Kei Tsukishima (月島 蛍, Tsukishima Kei) : no 11
Bien qu'il ne soit qu'en seconde, Kei Tsukishima est le joueur le plus grand de l'équipe, avec ses 188.3cm. Il est bloqueur-central, et porte le numéro 11. Son attitude distante et cynique peut agacer ses coéquipiers, en particulier Shōyō Hinata et Tobio Kageyama, mais son caractère provocateur a été utile à maintes reprises lors de matchs. Malgré son apparente froideur, il est très moqueur, et se déride lorsqu'une situation l'amuse. Il voit le volley-ball comme une simple activité sportive, il s'en détache émotionnellement, mais il y prendra du plaisir par la suite et s'investira beaucoup plus. C'est le meilleur contreur de l'équipe, étant un expert en "read block" (contre en lecture), ce qui lui permet d'agir efficacement à l'avant du terrain.
Tadashi Yamaguchi (山口 忠, Yamaguchi Tadashi) : no 12
En seconde, il joue bloqueur-central et possède le numéro 12. Très Proche de Kei Tsukishima, il a tendance à le rejoindre lorsqu'il se moque de ses coéquipiers, tout en restant plus gentil. Il a pourtant une attitude timide, et reste généralement une personne agréable et assidue, travaillant beaucoup pour parvenir au niveau de ses coéquipiers. Son "arme" de choix est le service smashé flottant, dont il se sert pour déstabiliser la réception de service de l'équipe adverse. Il est l'un des serveurs de secours de Karasuno, et remplit de mieux en mieux son rôle au fil des matchs.
Hisashi Kinoshita (木下久志, Kinoshita Hisashi) : no 7
Joueur de première, il porte le numéro 7 et est ailier. Il est très anxieux quand il s'agit de ses propres capacités et se demande constamment s'il est assez bon ou pas ; il encourage beaucoup ses coéquipiers depuis le banc. Après un certain temps, il commence à développer son service smashé flottant, et devient l'un des serveurs de secours de l'équipe tout comme Tadashi Yamaguchi.
Kazuhito Narita (成田一仁, Narita Kazuhito) : no 8
En première, il est bloqueur-central, en tant que numéro 8, et remplace généralement Shōyō Hinata lorsque celui-ci est blessé ou lorsque Kageyama est également absent. À cause du fait de son peu d'apparitions dans l'oeuvre, on sait peu de choses sur son caractère, mais il semble être une personne calme et amicale qui ne s'énerve pas trop facilement. Ses capacités sont plutôt moyennes, mais il est assez doué pour tenir tête à de grandes équipes.

### Lycée Aoba Jōsai
Tōru Oikawa (及川 徹, Oikawa Tōru) : no 1
Tōru Oikawa, en terminale, est le passeur et capitaine de l'équipe d'Aoba Jōsai, portant le numéro 1. Populaire auprès de la gent féminine de par son physique et l'image qu'il veut renvoyer, il est en réalité assez différent de ce qu'il montre, ce qui agace souvent ses coéquipiers ; mais il a leur respect, et ils reconnaissent tous ses capacités. Il est connu pour sa qualité à faire sortir le meilleur de chaque joueur, et aussi pour son service smashé terrifiant. Malgré ses compétences indéniables, Oikawa n'est pas considéré comme un "prodige", et cette pensée le hante: c'est pour cette raison qu'il se montre si arrogant et froid envers Kageyama, bien qu'ils aient joué ensemble une année au collège. Etant l’aîné de Tobio et un modèle pour lui un certain laps de temps, Shōyo Hinata le surnomme "le Grand Roi", en référence au surnom de Tobio.
Issei Matsukawa (松川一静, Matsukawa Issei) : no 2
Élève de terminale, Issei Matsukawa évolue au poste de bloqueur-central et est habituellement le numéro 2 ; cependant, on a de nombreuses fois vu dans l'oeuvre qu'il échange son maillot avec Takahiro Hanamaki, il n'est donc pas rare de le voir porter le numéro 3. Il est le genre de personne sympathique et bon-vivant, et a une grande complicité avec Takahiro. C'est un très bon joueur, dont les blocs sont redoutés, en particulier par Shōyō Hinata qui trouve qu'il est le bloqueur-central contre qui il est le plus difficile pour lui de faire face.
Takahiro Hanamaki (花巻貴大, Hanamaki Takahiro) : no 3
En terminale, Takahiro Hanamaki occupe le poste d'ailier en portant habituellement le numéro 3 ; cependant, on a de nombreuses fois vu dans l'oeuvre qu'il échange son maillot avec Issei Matsukawa, il n'est donc pas rare de le voir en tant que numéro 2. Taquin, il a toujours le mot pour rire, et a une grande complicité avec Issei. Il a pour particularité d'enfoncer ses mains dans son short de sport, à défaut de poches. Il est fort en services et en smashes, et a des capacités plus que bonnes.
Hajime Iwaizumi (岩泉一, Iwaizumi Hajime) no 4
Hajime Iwaizumi, en terminale, est le pointu/as d’Aoba Jōsai, jouant au poste d'ailier et portant en conséquence le numéro 4 (dans certaines équipes, dont celle-ci, le pointu/as est doté du chiffre 4). Il est le coéquipier et meilleur ami de Tōru Oikawa depuis leur enfance, qu'il n’hésite pas à frapper ou à réprimander lorsque c'est nécessaire, et toujours de manière affectueuse ; il se soucie profondément de lui et de ses coéquipiers, ce qui en fait un pilier pour l'équipe. Il est plutôt mature et bienveillant avec son équipe. Tōru l’appelle "Iwa-chan", contraction entre son nom et le suffixe "-chan", montrant ainsi la nature de leur relation.
Shinji Watari (渡 親治, Watari Shinji) : no 7
Libéro en première, Shinji Watari est le numéro 7. Il se montre doux et solidaire avec ses coéquipiers, les félicitant et les encourageant. Il a autrefois joué comme passeur au collège, ce qui lui permet de passer pour ses coéquipiers lorsque Oikawa ne le peut pas. Cette capacité a beaucoup inspiré Yū Nishinoya, qui s'est mis à s'y entraîner pour parfaire son rôle de libéro.
Shigeru Yahaba (矢巾 秀, Yahaba Shigeru) : no 6
Shigeru Yahaba est un passeur de première, portant le numéro 6. Il est plutôt calme et insouciant, mais peut être énergique quand il en a besoin, comme lorsqu'il a fait la leçon à Kentarō Kyōtani pour avoir manqué de nombreux entraînements. Il ne craint pas d'être un passeur de réserve, au contraire : il acclame ses collègues plus âgés de tout son cœur. Il est souvent substitué comme serveur de secours ou en tant que spécialiste de la défense.
Yūtarō Kindaichi (金田一 勇太郎, Kindaichi Yūtarō) : no 12
Yūtarō Kindaichi est un grand garçon de seconde, jouant au poste de bloqueur-central et doté du numéro 12. Shōyō Hinata le surnomme "tête de navet/échalotte" (selon les versions) et Ryūnosuke Tanaka "Navet-kun" à cause de son apparence. C’est un ancien coéquipier de Tobio Kageyama au collège : ils faisaient équipe à l’époque où ce dernier méritait son surnom de "Roi du terrain". Il a donc de la difficulté à accepter que Kageyama ait changé, ce qui le rend irascible en sa présence, et jalouse secrètement Shōyō d'être le coéquipier de Tobio alors que ce dernier est devenu un vrai joueur sur tous les points. Il est un bon contreur, ayant été capable de contrer la courte en temps négatif de Karasuno.
Akira Kunimi (国見 英, Kunimi Akira) : no 13
Akira Kunimi, en seconde, est un ailier portant le numéro 13. Il est d'apparence calme et indifférent, même si c'est surtout par paresse. Il saute parfois aussi l'entraînement et ne semble pas mettre tout son effort dans les matchs ; cependant, sa vraie force réside dans ses jeux de fin de match, lorsque les autres joueurs sont épuisés et lui encore en bon état. Tobio Kageyama a également évoqué le fait qu'il était intelligent. Il est aussi un ancien coéquipier de Tobio lors de leurs années de collège, mais ne semble pas le lui en vouloir plus que ça, contrairement à Yūtarō Kindaichi.
Kentarō Kyōtani (京谷 賢太郎, Kyōtani Kentarō) : no 16
Kentarō Kyōtani, ailier de première, est le numéro 16. Tōru Oikawa le surnomme "chien enragé" ("mad dog-chan" en anglais), par rapport au fait qu’il fonce dans le tas en se fichant de ses coéquipiers, se montrant même parfois violent (intentionnellement ou non, on ne sait pas) : on le voit à maintes reprises pousser plusieurs personnages tout au long de l'oeuvre, les jetant au sol certaines fois. Il ne semble montrer aucun respect pour les terminales (à part Hajime Iwaizumi, car il l'a battu sur toutes les disciplines sur lesquelles ils se sont affrontés - course, bras de fer...), et a même quitté momentanément l'équipe en raison d'une mésentente avec ses aînés. Colérique et impulsif, il s’entraînait seul pendant son isolement, ce qui lui a permis de rester à un bon niveau. Il est extrêmement fort, capable de smasher à travers un bloc de trois personnes, mais ne peut frapper la balle que de toute ses forces ou il ne se sent pas satisfait. Après avoir été confronté par Shigeru Yahaba, il commence lentement à jouer en équipe, et devient une force primordiale pour l'équipe d'Aoba Jōsai. Il semble que Shigeru est l'une des seules personnes, à part Hajime, capable de le calmer efficacement et de le faire se concentrer lorsqu'il perd le contrôle de lui-même.

### Lycée Nekoma
Tetsurō Kurō (黒尾 鉄朗, Kurō Tetsurō) : no 1
Capitaine de l'équipe, bloqueur-central et n°1, Tetsurō Kurō est en terminale. Il a une personnalité décontractée mais intrigante et est considéré par beaucoup comme un "expert en provocation", particulièrement lors de matchs. Il provoquerait activement les autres et est implacable lorsqu'il prononce des remarques sarcastiques. Cependant, il est plus gentil et amical que ce que son image extérieure véhicule. C'est un excellent défenseur, serveur et contreur, et cette polyvalence en fait un joueur irremplaçable. C'est l'ami d'enfance de Kenma Kozume, et il s'entend également très bien avec Kōtarō Bokuto, du lycée Fukurodani, avec qui il a aidé Kei Tsukishima à développer son contre en lecture et ses blocs de manière générale.
Nobuyuki Kai (海 信行, Kai Nobuyuki) : no 2
Nobuyuki Kai, vice-capitaine de l’équipe, au poste d'ailier et portant le numéro 2, est en terminale. Il est très calme, posé et paisible et est principalement vu en arrière-plan. Il ne parle pas beaucoup, mais quand il le fait, il est toujours poli. Il a été le médiateur entre Tetsurō Kurō et Morisuke Yaku lorsque ceux-ci ne s'entendaient pas encore très bien, en seconde. Peu de ses capacités en volley ont été démontrées, mais il semble être un joueur stable, comme la plupart de l'équipe. Il est flexible et très doué pour les réceptions.
Morisuke Yaku (夜久 衛輔, Yaku Morisuke) : no 3
Morisuke Yaku est le libéro de terminale de Nekoma, le numéro 3. Il est très fier de jouer en tant que libéro et considère comme un immense honneur de jouer à ce poste pour Nekoma, une équipe dont les membres se spécialisent dans la défense. En dehors du terrain, il soutient son équipe et assume souvent un rôle parental lorsqu'il s'adresse à eux ou à eux, comme Kōshi Sugawara. Pour cette raison, lui et Kōshi s'entendent bien. Il peut également être incroyablement colérique, en particulier en ce qui concerne Lev Haiba, qui semble trouver les explosions de colère de Morisuke effrayantes (bien que ces explosions soient généralement dues au fait que Lev commente sans tact la taille de Yaku, sujet sensible, et/ou essaye de se défiler lorsqu'il doit l'entraîner aux réceptions). Dans l'ensemble, cependant, il est une personne plutôt honnête et directe qui est très confiante en ses compétences et veille sur son équipe. Ses compétences en tant que libéro rivalisent avec celles de Yū Nishinoya, c'est dire à quel point il est fort. Il a un sens aigu de la réception et a pu régulièrement recevoir les smashes d'Asahi Azumane lors du premier match d'entraînement contre Karasuno, bien qu'il ne l'ait jamais affronté auparavant ; un exploit qui lui vaut instantanément le respect de Yū, qui le considère comme un rival au vu de ses étonnantes prouesses défensives.
Taketora Yamamoto (山本 猛虎, Yamamoto Taketora) : no 4
Taketora Yamamoto, en première, est un ailier et le pointu/as de Nekoma, portant en conséquence le numéro 4 (dans certaines équipes, dont celle-ci, le pointu/as est doté du chiffre 4). C'est un jeune homme au caractère semblable à celui de Ryūnosuke Tanaka, qu'il considère à la fois comme un ami et un rival. Il est bruyant, impétueux et facile à mettre en colère. Il est très fier de sa position en tant qu'as/pointu. Il a une forte mentalité, même s'il est facilement agacé, et sait quand reprendre ses marques. Malgré son apparence intimidante, il est nerveux avec les filles et n'arrive pas à rassembler la force de leur parler. Il possède une puissance de smash élevée et une grande force mentale, et désapprouve le côté « paresseux » de Kenma Kozume, bien que ce dernier soit devenu son ami avec le temps. Taketora est tombé sous le charme de la manager de Karasuno, Kiyoko Shimizu, suivant l'exemple de Ryūnosuke et Yū Nishinoya.
Kenma Kozume (孤爪 研磨, Kozume Kenma) : no 5
Passeur de première de l'équipe, Kenma Kozume est le numéro 5. Il est très calme et adore les jeux vidéo. Il ne perd presque jamais son sang-froid et n'est généralement jamais excité par quoi que ce soit (sauf exceptions, comme les jeux vidéo ou lorsque quelqu'un l'énerve sans arrêt). Il est calme et réservé et n'exprime pas souvent ses opinions car il a peur de ce que les autres pourraient penser de lui et déteste se démarquer ou être remarqué de quelque manière que ce soit. Il n'est pas très sociable et ne se fait pas facilement des amis, sa manière de parler a tendance à être timide et réservée. Comme il ne montre que peu ses émotions, il finit généralement par donner une impression froide aux autres, mais il est démontré qu'il se soucie de ses amis et remarque de petits bouleversements dans leur comportement. Il est doté d'une grande sagacité, ce qui fait de lui un stratège redoutable ; il est également excellent en feintes, puisqu'il déteste attirer l’attention sur lui. Cependant, après sa rencontre avec Shōyō Hinata, il commence à se mettre plus sérieusement au volley, et finit même par remercier Tetsurō Kurō, son voisin et ami d'enfance, de l'avoir initié à ce sport. Il est également l'un des meilleurs amis de Shōyō.
Shōhei Fukunaga (福永 招平, Fukunaga Shōhei) : no 6
Ailier de première année de l'équipe. Il est particulièrement doué pour manipuler la trajectoire de ses smashs. Il a un caractère plutôt particulier.
Sō Inuoka (犬岡 走, Inuoka Sō) no 7
Ailier de seconde jouant autrefois au poste de centre avant l'arrivée de Lev, Inuoka est un véritable rival pour Hinata, rivalisant avec sa vitesse et ses réflexes. C'est d'ailleurs de cette rivalité que naîtra une amitié solide entre les deux garçons. Inuoka est gentil, enthousiaste et un peu simple d'esprit, mais il se dévoue corps et âme au volleyball. Il a une bonne défense et de bonnes capacités au contre.
Lev Haiba (灰羽 リエーフ, Haiba Riēbu) : no 11
Il a commencé le volley au lycée. C'est le membre le plus grand de l'équipe, mesurant 1m94. Il est métisse, mi-russe, mi-japonais. Il a un grand potentiel athlétique, et malgré ses techniques peu développées, il évolue à une rapidité impressionnante. Il est doué en smash: Hinata apparentera sa technique au mouvement d'un fouet. Il s'est autoproclamé "pointu" de l'équipe, mais Yamamoto lui rappelle constamment qu'un vrai champion doit être bon en défense tout comme en attaque. Il n'est pas très futé, cédant souvent aux provocations de ses adversaires, mais il est déterminé à devenir meilleur et à se montrer digne du nom de Nekoma.
Yūki Shibayama (芝山 優生, Shibayama Yūki) : no 12
Libéro de seconde de l'équipe. Il manque de confiance en lui, car il est conscient qu'il va devoir prendre la place de Yaku, le libéro prodige; cependant, il est doué en réceptions, aidant Nekoma à gagner la troisième place de l'inter-lycée après que Yaku se soit blessé à la cheville. Il aide Lev à développer ses capacités.

### Lycée Date Kōgyō
Kaname Moniwa (茂庭 要, Moniwa Kaname)
Ancien capitaine du lycée évoluant au poste de passeur. Il est calme et amical. Il devait souvent intervenir lorsque Kamasaki et Futakuchi se disputaient.
Yasushi Kamasaki (鎌先 靖志, Kamasaki Yasushi)
Ancien vice-capitaine du lycée et centre, il formait autrefois une partie du "mur de fer" de Date Kōgyō. Il était également doué en service. Son tempérament colérique et compétitif lui amène parfois des ennuis, surtout avec Futakuchi, qui n'hésitait d'ailleurs pas à se monter insolent avec lui. Il respecte le lycée Karasuno, mais il se montre un peu amer quant à la défaite de son lycée face à eux.
Kenji Futakuchi (二口 堅二, Kenji Futakuchi)
Pointu de première année et nouveau capitaine de Date Kōgyō, il est arrogant et provocateur, mais il se soucie de ses coéquipiers. C'est un ailier polyvalent, capable de smasher et de servir à un haut niveau, mais sa plus grande force réside dans ses capacités de contreur. Il a une attitude mi-figue mi-raisin envers Asahi, le pointu de Karasuno.
Takanobu Aone (青根 高伸, Aone Takanobu)
Meilleur contreur de la préfecture de Miyagi, Aone est extrêmement grand et imposant. Il utilise, comme Tsukishima, le contre en lecture. Malgré sa stature, il est étonnamment rapide, et surtout, puissant. C'est le seul à pouvoir tempérer l'attitude de Futakuchi et de Kasamaki. Il développe un profond respect pour Hinata, que ce dernier lui rend.
Yutaka Obara (小原 豊, Obara Yutaka)
Ailier de première année.
Kousuke Sakunami (作並 浩輔, Sakunami Kousuke)
Libéro de l'équipe. Malgré le fait qu'il ne soit qu'en seconde, il est plutôt doué et aide Koganegawa à s'adapter à son nouveau poste de passeur.
Takehito Sasaya (笹谷武仁, Sasaya Takehito)
Jingo Fukiage (吹上仁悟, Fukiage Jingo)
Tarō Onagawa (太郎女川, Tarō Onagawa)
Kanji Koganegawa (黄金川貫至, Koganegawa Kanji)
Nouveau passeur de seconde du lycée, il mesure 6'3''. Bien qu'initialement peu doué, il s'améliore petit à petit grâce à Sakunami et aux conseils de ses aînés. Il participe au camp d'entraînement pour rookies prometteurs de la préfecture de Miyagi. Il devient peu à peu assez doué pour offrir de bonnes passes à ses coéquipiers. Il se lie d'amitié avec Hinata, Kindaichi et Tsukishima durant le camp d'entraînement. Ses capacités physiques sont immenses, mais il lui manque encore de la technique et des capacités stratégiques.

### L'académie Fukurodani
Kōtaro Bokuto (木兎 光太郎, Bokuto Kōtaro)
Bokuto occupe le poste d'ailier et de pointu de l'équipe. C'est également le capitaine du club, même s'il ne porte pas le maillot avec le #1. Lorsque quelque chose ne va pas, il se vexe très facilement, ce qui handicape son jeu. Cependant, il s'en remet vite grâce à ses coéquipiers. Il est le 4e meilleur attaquant du pays, étant un véritable monstre en smash et en service. Hinata est son "disciple".
Keiji Akaashi (赤葦 京治, Akaashi Keiji)
Passeur de l'équipe, il sait gérer les sauts d'humeur de Bokuto malgré le fait que ce dernier soit âgé d'un an de plus que lui. C'est l'un des meilleurs passeurs du volley-ball lycéen, étant doté d'un esprit d'analyse très développé. Il est également le vice-capitaine de l'équipe, et c'est lui qui joue le rôle de "pilier" lorsque Bokuto se vexe.

### Lycée Tokonami
Komaki (駒木, Komaki)
Sakurai (桜井, Sakurai)
Chaya (茶屋, Chaya)
Hayato Ikejiri (池尻隼人, Ikejiri Hayato)
Tamagawa (玉川, Tamagawa)
Haga (芳賀, Haga)
Shibuya (渋谷, Shibuya)

### Lycée Itachiyama
Kiyōmi Sakusa (佐久早聖臣, Sakusa Kiyōmi)
Sakusa est en deuxième année au lycée Itachiyama il est l'as et un frappeur extérieur. Il porte le numéro 10. Il a les cheveux noir ondulés et deux grains de beauté sur le côté droit de son front. Sakusa est quelqu'un de très germaphobe, en dehors des entrainements et des matchs il porte toujours un masque, il déteste les foules, quand il y a trop de monde autour de lui il va se cacher dans un coin de la pièce ou dans un coin peu fréquenté. Il est le 2ème meilleur as du Japon.
Komori Motoya (古森元也, Motoya Komori)
Komori est en deuxième année au lycée Itachiyama. Il est le plus grand libéro que l'on connait, il a été nommé  "libéro n°1" du lycée par le Volleyball Monthly. Il a les cheveux courts et clairs et ses sourcils sont épais et ronds. Komori est assez amical et extraverti. Il porte le numéro 13.

## Manga

Logo japonais du manga Haikyū!!

Un one shot est d'abord publié dans le magazine Shōnen Jump NEXT! d'hiver 2011. La publication sous forme de série débute ensuite le 20 février 2012 dans le magazine Weekly Shōnen Jump et prend fin le 20 juillet 2020. La série est compilée en un total de 45 tomes. La version française est éditée par Kazé depuis janvier 2014.
Un crossover entre Nisekoi et Haikyū!! est publié dans le magazine Weekly Shōnen Jump en janvier 2013.
Un chapitre spécial est publié dans le magazine Weekly Shōnen Jump en avril 2022 pour fêter le dixième anniversaire du manga.

## Anime

### Série télévisée
Une adaptation en série télévisée d'animation de vingt-cinq épisodes est annoncée en septembre 2013. Elle est produite par le studio Production I.G avec une réalisation de Mitsunaka Susumu et un scénario de Kishimoto Taku, et est diffusée à partir du 6 avril 2014 sur MBS. Le dernier épisode est diffusé le 21 septembre 2014. Un épisode spécial est diffusé le 9 novembre 2014 lors de l'évènement Jump Special Anime Festa 2014, et est commercialisé en DVD avec l'édition limitée du tome 15 du manga le 4 mars 2015.
Une deuxième saison comptant aussi vingt-cinq épisodes est annoncée en décembre 2014. Celle-ci est diffusée à partir du 3 octobre 2015, après la sortie de deux films d'animation récapitulatifs de la première saison respectivement le 3 juillet et le 18 septembre 2015. Le premier film se nomme Gekijō-ban Haikyu!! Owari to Hajimari (Haikyu!! le film: Fin et début), le second, Gekijō-ban Haikyu!! Shōsha to Haisha (Haikyu!! le film: Gagnants et perdants).
Une troisième saison est annoncée en mars 2016. Composée de 10 épisodes, elle est diffusée à partir du 7 octobre 2016. Deux autres films d'animation récapitulatifs ont été annoncés par la suite, et sont sortis en septembre 2017. Le premier se nomme Haikyu!! Sainō to Sense (Haikyu!! Génie et Sens), et est sorti le 15 septembre. Le second se nomme Haikyu!! Concept no Tatakai (Haikyu!! Bataille de concepts), et est sorti le 29 septembre.
La quatrième saison a débuté le 10 janvier 2020. Elle est divisée en deux parties : la première partie a été diffusée du 10 janvier au 3 avril 2020 et la seconde partie du 2 octobre au 18 décembre 2020. Cette saison comporte un total de 25 épisodes.
Dans les pays francophones, la série est diffusée en simulcast par Wakanim. La première saison est également éditée en DVD et Blu-ray par IDP Home Video depuis juillet 2015. L'anime est diffusé depuis le 22 août 2016 en France sur la chaîne Game One.

### Films
Deux films d'animation sont produits pour conclure l'adaptation animée. Le premier, Haikyū!! : La Guerre des poubelles (Haikyū!! The Dumpster Battle) est sorti le 12 février 2024 au Japon et sera disponible au cinéma en France, Belgique et Suisse francophone le 12 juin 2024.

### Doublage
| Personnages      | Voix japonaises  | Voix françaises (1er doublage / IDP Home Video) | Voix françaises (2nd doublage / Crunchyroll), |
| ---------------- | ---------------- | ----------------------------------------------- | --------------------------------------------- |
| Shōyō Hinata     | Ayumu Murase     | Michaël Maïno                                   | Enzo Ratsito Tom Trouffier (redoublage)       |
| Tobio Kageyama   | Kaito Ishikawa   | Damien Hartmann                                 | Simon Herlin                                  |
| Daichi Sawamura  | Satoshi Hino     | Michaël Maïno                                   | Adrien Larmande                               |
| Kōshi Sugawara   | Miyu Irino       | Dimitri Rougeul                                 | Alexis Tomassian                              |
| Kei Tsukishima   | Kōki Uchiyama    |                                                 | Kelyan Blanc                                  |
| Yū Nishinoya     | Nobuhiko Okamoto | Brice Ournac                                    | Aurélien Ringelheim                           |
| Hajime Iwaizumi  | Hiroyuki Yoshino | Brice Ournac                                    | Sébastien Minéo                               |
| Toru Oikawa      | Daisuke Namikawa | Fabien Albanese                                 | Yoann Sover                                   |
| Ryunosuke Tanaka | Yuu Hayashi      | Laurent Pasquier                                | Arnaud Laurent                                |
| Asahi Azumane    | Hosoha Yoshimasa |                                                 | Donald Reignoux                               |
| Kiyoko Shimizu   | Kaori Nazuka     | Angélique Heller                                | Jennifer Fauveau                              |
| Yui Michimiya    | Asami Seto       | Dany Benedito                                   | Sarah Gevart                                  |
| Kazuhito Narita  | Kōtarō Nishiyama | Julien Rampon                                   | Laurent Blanpain                              |
| Keishin Ukai     | Kazunari Tanaka  | Marc Wilhelm                                    | Benoît Du Pac                                 |
| Ittetsu Takeda   | Hiroshi Kamiya   | Sébastien Mortamet                              | Rémi Gutton                                   |
| Yukitaka Izumi   | Kyōsuke Ikeda    |                                                 | Rémi Gutton                                   |

### Musique
| Génériques | Saisons  | Épisodes | Début          | Début             | Fin           | Fin                    |
| Génériques | Saisons  | Épisodes | Titre          | Artiste           | Titre         | Artiste                |
| ---------- | -------- | -------- | -------------- | ----------------- | ------------- | ---------------------- |
| 1          | Saison 1 | 1 – 13   | Imagination    | SPYAIR            | Tenchi Gaeshi | NICO Touches the Walls |
| 2          | Saison 1 | 14 – 25  | Ah Yeah!       | Sukima Switch     | Leo           | tacica                 |
| 3          | Saison 2 | 1 – 13   | I'm A Believer | SPYAIR            | Climber       | Galileo Galilei        |
| 4          | Saison 2 | 14 – 25  | Fly High!!     | Burnout Syndromes | Hatsunetsu    | tacica                 |
| 5          | Saison 3 | 1 – 10   | Hikari Are     | Burnout Syndromes | Mashi Mashi   | NICO Touches the Walls |
| 6          | Saison 4 | 1 – 13   | Phoenix        | Burnout Syndromes | Kessen Spirit | CHiCO with HoneyWorks  |
| 7          | Saison 4 | 14 – 25  | Breakthrough   | SUPER BEAVER      | One Day       | SPYAIR                 |

Ah Yeah! de Sukima Switch a été exceptionnellement utilisé pour le générique de fin lors de l'épisode 14 de la saison 1.

## Produits dérivés

### Publications
Une série de light novels écrite par Kiyoko Hoshi est publiée au Japon. Le premier volume est sorti le 4 juin 2013, et cinq tomes sont commercialisés au 1er mai 2015.

### Drama radio
Une dramatique radio est diffusée en novembre 2012 dans le programme Sakiyomi Jum-Bang! sur la chaîne TV Tokyo,, puis sur le site vomic de Shūeisha.

### Jeux vidéo
Shōyō Hinata apparaît en tant que personnage de soutien dans le jeu vidéo J-Stars Victory Vs sorti le 19 mars 2014 sur PlayStation 3 et PlayStation Vita.
Un jeu vidéo Nintendo 3DS intitulé Haikyu!! - Tsunage! Itadaki no Keshiki!! est annoncé en mars 2014 et est sorti le 25 septembre 2014 au Japon. Un second jeu sur Nintendo 3DS est annoncé en octobre 2015, et est sorti le 3 mars 2016 au Japon.

## Accueil

### Ventes
Honya Club a classé Haikyū!! quatrième série recommandée pour l'année 2013. En août 2013, les sept premiers volumes ont un tirage de 2,5 millions d'exemplaires. En décembre 2016, le manga avait vendu plus de 20 millions de copies.
En 2014, il se classe à la troisième position du classement Oricon des mangas les plus vendus au Japon. En 2020, il est classé à la quatrième position avec plus de 7,2 millions d'exemplaires vendus.
En novembre 2020, le tirage total de la série atteint les 50 millions d'exemplaires.

### Récompenses
- 2016 : prix Shōgakukan dans la catégorie Shōnen[42]